# Last Day of June
Last Day of June es un videojuego de puzles de aventura desarrollado por Ovosonico y publicado por 505 Games. Está basado en la canción "Drive Home" de Steven Wilson. El juego fue liberado para PlayStation 4 y Windows en agosto de 2017.

## Trama
Last day of June está centrado alrededor de una pareja llamados Carl y June, quiénes padecen una tragedia cuándo un accidente automovilístico toma la vida de June, y deja a Carl en una silla de ruedas. Un día, Carl toca una de las pinturas de June sobre personas que estuvieron presentes en el día del accidente y descubre que puede revisitar sus memorias. Cuando Carl relive sus memorias, los personajes pueden realizar acciones que cambian la secuencia de acontecimientos que condujeron a la muerte del June.Carl logra prevenir el accidente inicial, pero otro evento causa el accidente automovilístico. Él continúa cambiando los eventos varias veces, pero cada intento aún resulta en el accidente por diferentes circunstancias. En el final del juego, Carl se da cuenta de que no puede cambiar que alguien muera ese día, por lo que cambia de lugar con June, sacrificándose en su lugar, salvándola a ella y a su hijo por nacer. Aun así, poco antes del fin del juego, Carl encuentra un bloc de dibujo hecho por June que enumera los intentos de ella de salvarlo, en lugar de al revés.
Nate Hohl de All Gamers propone en cambio que Carl en silla de ruedas es la fantasía y manifestación de dolor de June, mientras que la revelación final del juego es su recuperación.

## Jugabilidad
es un videojuego de puzles de aventura en perspectiva en tercera persona. El jugador inicialmente controla a Carl, quien está en una cita con June el día previo a su accidente. Después, el jugador controla a Carl en su casa en una fecha posterior y descubre que puede interactuar con las pinturas de June. Esto permite al jugador tomar el control de varios personajes desde el día del accidente en un intento de resolver acertijos para alterar la secuencia de eventos que indirectamente causaron el accidente. A medida que el jugador no logra evitar la muerte de June, se desbloquean nuevas pinturas y personajes para permitir una secuencia de cambios cada vez más compleja..

## Banda Sonora
Todas las canciones escritas y compuestas por Steven Wilson. 
| N.º | Título                            | Duración |  |
| 1.  | «"Some Things Cannot Be Changed"» |          |  |
| 2.  | «"That Day By The Pier"»          |          |  |
| 3.  | «"There Must Be A Way"»           |          |  |
| 4.  | «"The Last Day Of June"»          |          |  |
| 5.  | «"Suspended In Me"»               |          |  |
| 6.  | «"Driving Home"»                  |          |  |
| 7.  | «"Im Still Here"»                 |          |  |
| 8.  | «"The Boy Who Lost His Friends"»  |          |  |
| 9.  | «"The Crib"»                      |          |  |
| 10. | «"Time For A New Start"»          |          |  |
| 11. | «"Suspended in You"»              |          |  |
| 12. | «"Under The Shadow Of My Father"» |          |  |
| 13. | «"Accept"»                        |          |  |
| 14. | «"Deceive"»                       |          |  |
| 15. | «"Together, Forever Again"»       |          |  |
| 16. | «There Must Be A Way»             |          |  |
| 17. | «I'm Still Here ...»              |          |  |
| 18. | «Some Things Cannot Be Changed»   |          |  |

## Desarrollo y lanzamiento
Last Day of June fue desarrollado por el estudio italiano Ovosonico y publicado por 505 Games. El juego fue dirigido por Massimo Guarini. Guarini Basó Last Day of June en la canción "Drive Home" del músico británico Steven Wilson. Wilson por su parte estuvo involucrado en componer la música para el juego.

El juego se anunció en mayo de 2017. Fue liberado para PlayStation 4 y Windows el 31 de agosto de 2017.

## Recepción
Last Day of June fue recibido favorablemente por los críticos. Eurogamer lo clasificó en el puesto 33 en su lista de los "50 mejores juegos de 2017", mientras Polígono lo clasificó en el puesto 38 en su lista de los 50 mejores juegos de 2017. En Aventura Gamers' Aggie Awards 2017, ganó el premio a la "Mejor Historia", mientras que fue finalista cada uno por "Mejor Concepto", "Mejor Diseño Gráfico" y "Mejor Aventura No Tradicional". Fue nominado por "Game Beyond Entertainment" en el 14.ª Academia británica Premios de Juegos.